# GWR 455 Class
GWR 455 Class (также «метрополитен», «метро») — многочисленный (140 единиц) тип танк-паровозов с осевой формулой 1-2-0, первоначально созданный для пригородных поездов Большой западной железной дороги в окрестностях Лондона, в том числе для подземной ветки Metropolitan Railway. Позднее эти паровозы перевели в другие районы GWR. Начиная с 1868 года, при жизни их главного конструктора Джозефа Армстронга было построено 60 паровозов, а преемник Армстронга Уильям Дин так высоко ценил эту модель, что к 1899 году построил ещё 80 штук. Все паровозы этого типа были построены на Суиндонском заводе девятью партиями по 10 или 20 машин.

## История
| Год     | Количество | № заказа | Зав. №    | Номер на GWR       | Примечания                                                       |
| ------- | ---------- | -------- | --------- | ------------------ | ---------------------------------------------------------------- |
| 1869    | 20         | 18       | 155-174   | 455-470, 1096—1099 | № 1096—1090 → 3-6 в 1870 году                                    |
| 1871    | 20         | 25       | 301-320   | 613-632            |                                                                  |
| 1874    | 20         | 38       | 543-562   | 967-986            |                                                                  |
| 1878    | 20         | 47       | 734-753   | 1401-1420          |                                                                  |
| 1881-82 | 20         | 57       | 886-905   | 1445-1464          |                                                                  |
| 1892    | 10         | 91       | 1351-1360 | 1491-1500          |                                                                  |
| 1894    | 10         | 96       | 1421-1430 | 3561-3570          |                                                                  |
| 1899    | 10         | 117      | 1733-1742 | 3581-3590          |                                                                  |
| 1899    | 10         | 119      | 1763-1772 | 3591-3600          | № 3593 перестроен в 1-2-1 в 1905 г. № 3600 → 3500 в дек. 1912 г. |

### Разновидности
Паровозы первых двух партий имели внутренние подшипники на всех осях, затем бегунковые колёса получили внешние буксы. У первых 20 паровозов расстояние между спаренными движущими осями было несколько меньше, чем у остальных (8 ф. 0 д. (2,438 м) против 8 ф. 3 д. (2,515 м)). Паровозы № 455—470 были переделаны с удлинением базы при первой замене котлов в 1880-е годы, но расстояния между движущими осями это не коснулось. Первые паровозы при смене котла часто оснащались танками увеличенного объёма, а паровозы из заказа 1899 года с завода были с увеличенными боковыми танками и угольными бункерами. Паровозы № 1401—1410 были аналогично переделаны в это же время. Таким образом, существовали «малая», «средняя» и «большая» разновидности этих паровозов, но все они имели одинаковые движущие колёса диаметром 5 ф. 0 д. (1,524 м) и одинаковые паровые машины с диаметром цилиндров 16 ″ (406 мм) и ходом поршня 24 ″ (610 мм). Позднее на некоторых паровозах диаметр колёс увеличивали до 5 ф. 2 д. (1,575 м) насадкой утолщённых бандажей.
Ранние паровозы отличались от позднейших и котлами.
Ни один из первых паровозов не был оснащён кабиной, потому что Армстронг считал её губительной для бдительности локомотивной бригады. Позднее паровозы выходили с полукабинами и полными. Часть паровозов (№ 613—622, 967—976, 1401—1410 и три последние партии) предполагалось оснастить конденсаторами для работы на подземном участке, но фотографии не подтверждают, что конденсаторы были установлены. С 1905 года некоторые паровозы оснащались системой управления из хвостового вагона для обслуживания поездов без обгона локомотива.

### Экспериментальная переделка
В 1905 году паровоз № 3593 был перестроен в 1-2-1 с увеличением угольного бункера, для чего и потребовалась поддерживающая ось, из-за чего получился своеобразный гибрид из «метро» спереди и GWR 3600 Class сзади. Переделка оказалась неудачной, и единственный в своём роде паровоз до списания в 1927 году работал на боковых ветках.

## Эксплуатация
«Метро» работали на подземке вплоть до электрификации веток Metropolitan и District в 1905—1907 годах. На ветке Метрополитен с постройки в 1863 году была широкая брюнелевская колея, но с 1869 года стандартная колея дотянулась до Мургейт-стрит, с 1875 года — до Бишопгейт (Ливерпуль-стрит), с 1894-го — до Олдгейт. GWR также принадлежали около половины поездов до Хаммерсмит и Сити и немалая доля на направлении Олдгейт—Паддингтон—Ричмонд. Дургим важным направлением было так называемое «среднее кольцо», которое отличалось от более поздней Кольцевой линии лондонского метрополитена тем, что проходило через Эддисон-роуд (Олимпия) и Западную линию. После электрификации этих участков GWR обслуживала маршрут Ноттинг-холл — Ганнерсбери (до 1910 года) и от Олд-Оук-коммон до вокзала Виктория (до 1915 года). Эти маршруты не были подземными и, соответственно, не требовали конденсационных паровозов.
На поздемке GWR держала порядка 50 «метро»-паровозов. После электрификации эти паровозы перешли на пригородные линии с Паддингтона. Инженер и популяризатор железных дорог Освальд Нок вспоминал множество быстрых поездок точно по расписанию, выполнявшихся этими паровозами вплоть до 1930 года, но после реконструкции станции Бишоп-роуд в 1933 году их вытеснили 6100 Class. Тем не менее, паровозы 455 class продолжали работать в южном регионе GWR вокруг Суиндона, Оксфорда и Глостера, в Южном Уэльсе и Западной Англии. Они даже водили поезда на главном ходу, например, Глостер—Кардиф — скорости им вполне хватало. Некоторые паровозы работали и в северном районе у Веллингтона и в других местах.

## Списание

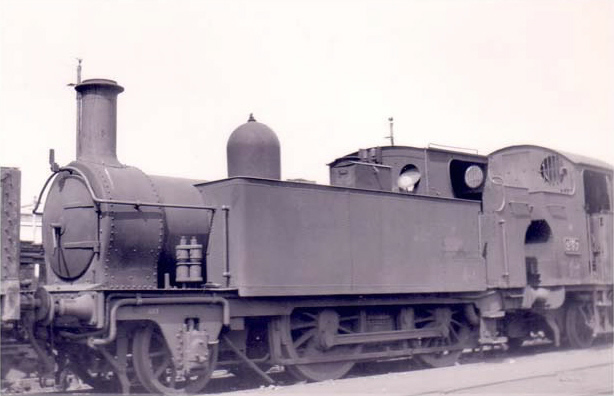
№ 3588 в Суиндоне ппосле списания (1950 г.)

Первые локомотивы этого типа стали списывать около 1900 года, но многие из них доработали и до 1930-х. После национализации в 1948 году к British Railways перешли 10 паровозов этого типа (постройки Дина с № 3561-3599), но уже в декабре 1949 года последним был списан № 3599.